# 长指鼠耳蝠
长指鼠耳蝠（学名：Myotis longipes），一种分布于阿富汗、印度、尼泊尔及中国南方等地区的蝙蝠，隶属于蝙蝠科鼠耳蝠属。其种加词“Longipes”意为“长指的”。

## 形态特征
长指鼠耳蝠前臂长33.3～39毫米，颅全长13.6～14.7毫米。体毛长而浓密，背毛黑棕色，腹毛毛基近黑色，毛尖奶白色。翼膜附着于跖部末端。